# نادر هاروب
نادر هاروب (بالإنجليزية: Nadir Haroub)‏ (10 فبراير 1982 في تنزانيا - ) هو لاعب كرة قدم تنزاني في مركز الدفاع. شارك مع منتخب تنزانيا لكرة القدم ومنتخب زنجبار لكرة القدم. أما مع النوادي، فقد لعب مع فانكوفر وايتكابس ونادي يانغ أفريكانز وVancouver Whitecaps FC Residency ‏ وMalindi S.C. ‏.

## وصلات خارجية
- نادر هاروب على موقع الاتحاد الدولي (مؤرشف)  (الإنجليزية)
- نادر هاروب على موقع قاعدة بيانات كرة القدم.إي يو (الإنجليزية)
- نادر هاروب على موقع ناشيونال فوتبول تيمز (الإنجليزية)
- نادر هاروب على موقع Soccerway.com (الإنجليزية)